# حديقة الصحوة

جانب من الحديقة

تعتبر حديقة الصحوة من أرقى الحدائق في مدينة مسقط من حيث التصميم وتقع على مفترق الطرق عند برج الصحوة على مساحـة تبلغ (300 ألف متر مربع) وهي عبارة عن مجموعة من الحدائق تم تصميمهـا لإعطاء كل منها استقلاليـة من حيث الشكل الهندسي ونوعية النباتات المستخدمة في كل منها مع التركـيز على ربط هذه الحدائق في منظومة هندسية تستوحي شكلها من عناصر الهندسـة الإسلاميـة يحيط بها سور من السياج الأخضر لإبراز قيمتها الجمالية ومشاهدة محتوياتهـا من الطرق القريبـة منها ويوجد بوسط الحديقة فناء دائري أطلق عليه ميدان الصحوة أعد خصيصاً ليكون أهم نقاط الجذب في الحديقة إضافـة إلى أنهـا مزودة بجميع الخدمات الأساسيـة الضرورية للحديقة من ممرات واستراحات وعناصر جمالية مختلفة وألعاب متنوعة للكبار والصغار. وتعتبر حديقة الصحوة من المشاريع السياحية في منطقة مسقط فجمالية تصميمها واختلاف مكوناتهـا تجعلك تعيش لحظات ممتعة مع المناظر الخلابـة التي تسعد النفس لرؤيتهـا.

جانب من الحديقة

## مكونات الحديقـة

### ميدان الصحـوة
.. هو عبارة عن ساحة عامة يتوسط الحديقة ويمتاز بجمالية عناصره وروعة تصميمه ودلالاته الوطنية البارزة من خلال صرح مركزي ويتألق بمجموعة من النوافير الجميلة والأرضيات المبلطة بالرخام والجرانيت ليشكلا معاً رونقاً وجمالاً لا يضاهى وليكون هذا الصرح من أهم نقاط الجذب في الحديقـة.

### الحدائق الإسلامية
.. الاسم مستوحى من الأشكال الهندسية التي تنتمي إلى عناصر العمارة الإسلامية ويبلغ عددهـا حدائق أعطيت مسميات مختلفة وهي حديقة السيب. وحديقة بوشـر. وحديقة مطرح وحديقة العامرات. وحديقـة قريات. وحديقة أخرى وهي حدائق متباينـة في الأشكال والألوان ومتشابهـة في نمط الزراعة وهي فكرة منتجة تعطي مرتادي الحديقة الإحساس بالراحـة والـدعـة. وهي إضافة مهمة جداً لعناصر الجمال التي تزخـر بهـا حديقة الصحـوة.

### ساحات النوافـير
.. هي ساحات مبلطة تحتوي على (3) نوافـير وكل ساحـة تحتوي على نوافيـر ذات خاصيـة مختلفة وتعتمد على أسلوب البرمجـة الإلكترونيـة لتغيير أشكال وألوان اللوحات المائيـة وتعـتبر من العناصر المهمـة التي تسـاعد على إظهـار جمال الحديقـة وإبراز قيمتهـا الفـنيـة والإبداعيـة فحركة الماء. تشعـر الزائـر بالمتعـة والسعادة والحركـة المتجددة وتحـقـق التنوع في عناصر التصميم المختلفة إضافة إلى إيجاد عنصر التنافـر نظراً لجمود الأرض وحركـة المياه.

### حديقة الورود
.. تحتوي حديقة الورود على عدد من أنواع الورود وهي حديقـة جماليـة لما تحويـه من ورود مختلفة الأشكال والألوان. إن حديقة الورود توجد صورة فنية تعـتـبر نتاجاً لإبداع الخالق وتجسد منظراً طبيعياً يتوافق مع عناصر الحديقة الأخـرى فأشكال الورود المختلفة تجعلك تنتقـل ببصرك من شكل إلى آخـر وكأنك تشاهـد وحدة واحدة ذات قيمة جمالية نادرة الوجود ورائحتهـا الزكيـة تضفي الراحـة النفسية على مرتادي هذا الجزء من الحديقـة.

### الاستراحات العائلية
.. هي ساحات معشبـة ومجهزة تتميز بوجود أشجار كبيرة لخلق مساحات مظللة تعمل على توفـير مناخ طبيعي للالتقاء الأسـري والترابط الاجتماعي وتحتوي على خدمات مميزة للعائلة فوجود المظلات وأماكن الشوي وغيرهـا من الخدمات لتنعم العائلـة بمناخ أسـري يهـدف إلى إعطاء معـنى الخصوصية العائلـيـة. ألعاب الأطفال.. تعـتبر ألعاب الأطفال من المكونات الرئيسيـة لحديقة الصحوة فحاجـة الطفل إلى الحديقة لا تقل عن حاجة الكبار فالحديقة بالنسبة للطفل هي مكان للعب والحركة ومن هذا المنطلق فقد تم تخصيص مساحة من الحديقة وسيتم توفيرها وتركيبها خلال الفترة القليلة القادمة بمشيئة الله.
الخدمات العامـة..
تحتوي الحديقة على مجموعة من الخدمات الأساسية لمرتادي الحديقة.كالمطاعم والمقاهي ودورات مياه للرجال والنساء ومقاعد وإنارة وإذاعـة داخلية وهواتف عموميـة ومكاتب إداريـة ليستمتع الزوار بزيارتهم المتنزه في جو من الاسترخاء والبهجة وتوفير الأمـن والراحـة لهم.

## نباتات حديقة الصحـوة
النخيل : تحتوي الحديقة على أعداد كبيرة من النخيل وهي من أجمل المناظر التي يمكن أن يراهـا الإنسان ويستمتع بهـا الفنان .الأشجار : تمت زراعـة أنواع مختلفة من الأشجار تختلف في أشكالهـا وأحجامها وطبيعة نموهـا وقد روعي عند زراعتهـا أن تكون من الأنواع المعمرة التي لها المقدرة على تحمل الظروف البيئية المحلية وسريعـة النمو ومن أهم الأشجار المزروعـة شجرة الكـونوكاربس والبونسيانـا وفرشاة الزجاجـة والشريش وغيرها. وقد تمت زراعـة عـدد (4850) شجـرة بالحديقـة.
الشجيرات : تمت زراعـة عـدد (32560) شجـيرة مختلفة في صفاتهـا فبعضهـا مستديم الخضرة والبعض الآخر متساقط الأوراق وذات أزهـار مختلفة مما يعطي ناحية تنسيقية وجمالية مميزة.
الزهـور : على الرغم من وجود المساحات الخضراء والأشجار والنخيل بحديقة الصحوة إلا أن تعدد الألوان يعـد من العناصر التي لا يمكن إغفالها وتقدير قيمتهـا الكبرى في إضفاء الطابع الجمالي عليها وقد تمت زراعة أنواع من الزهـور المزروعـة بالحديقة وتـشـكـل هـذه الزهور مع اختلاف ألوانهـا لوحـة متكاملة من الإبداع اللوني المتمـيز والمـتـنـوع.

## المسطحات الخضراء
تعـتبر المسطحات الخضراء العنصر الرئيـسي في جمالية حديقة الصحوة لما لهـا من أهمية في إبراز المعالم الجمالية الأخرى وتشكل المسطحات الخضـراء في الحـديقة المختلفة لتحقق الترابط بينهـا. نظام الري في الحديقة.. تستخدم مياه الصرف الصحي ومياه الآبار الأرتوازيـة لتوفير احتياجات الحديقة من المياه الصالحة لسقي المزروعات وتعتمد على طريقة البرمجـة الأوتوماتيكية باستخدام نظام الحاسب الآلي وهي طريقة تمكـننـا من التعرف على كمية المياه المعطاة للمزروعات والتوقيت الزمني المحدد لكل نوع. إضافـة إلى تأمين وصول المياه إليها وضمان تشغيل كل الخطوط وسهولة الوصول إلى الأعطال في أنظمة الري المختلفة.